# Provincia de Imbabura
Imbabura es una de las veinticuatro provincias que conforman la República del Ecuador, situada en el norte del país, en la zona geográfica conocida como región interandina o sierra, principalmente sobre la hoya de Chota en el este y en los flancos externos de la cordillera occidental en el oeste. Su capital administrativa es la ciudad de Ibarra, la cual además es su urbe más grande y poblada, y es también conocida como la Ciudad Blanca. Imbabura ocupa un territorio de unos 4712,37 km², siendo la décima octava provincia del país por extensión. Limita al norte con Carchi, al sur con Pichincha, por el occidente con Esmeraldas y al este con Sucumbíos.
En el territorio imbabureño, habitan 469 879 personas, según el censo de 2022, siendo la décima tercera provincia más poblada del país. La provincia de Imbabura está constituida por seis cantones (Ibarra, Antonio Ante, Otavalo, Cotacachi, Pimampiro, Urcuquí), con sus respectivas parroquias urbanas y rurales.
Es uno de los más importantes centros administrativos, económicos, financieros y comerciales del norte del Ecuador. El desarrollo de la industria en la provincia, en general, se basó en las destrezas manuales de su habitantes. Tiene una importancia muy singular para la historia del norte del Ecuador, por ser un punto medio entre la Costa, el Oriente, la capital nacional, Quito y la frontera con Colombia. Desde tiempo ancestral, se constituyó como una zona de encuentro entre culturas y comerciantes, y eventos de connotación religiosa.
Tuvo distintos períodos migratorios provenientes de la serranía como los caranquis, otavalos y natabuelas. Más adelante, fue conquistada por los incas al mando de Huayna Cápac. La colonización española se dio en diciembre de 1534 con la fundación de la población de Otavalo, y la posterior fundación de la Villa de San Miguel de Ibarra en 1606 como una villa de colonos. Después de la guerra independentista, en la que fue decisiva la batalla de Ibarra y la anexión de Ecuador a la Gran Colombia, se crea la provincia de Imbabura el 25 de junio de 1824, lo que la hace una de las siete provincias originales del Ecuador.

## Toponimia
El nombre de la provincia lo toma del principal sitio geográfico del territorio, el Taita Imbabura, un estratovolcán andino, sagrado para los pueblos caranquis (cultura originaria de la provincia); cuyo nombre podría provenir de:
- Provendría de chinpa = banda, margen; pura= entre o de...a.... Significando de 'banda a banda'. Evolución: chinpa --->chimba---> imba; pura --> bura.[2]

## Historia
Imbabura fue poblada en torno al 2100 a. C. por los pueblos caranquis en el norte de Ibarra, quienes aportaron buenas estructuras y una serie de leyendas. Los otavaleños llegaron a la región de Otavalo alrededor del 150 a. C.
Los natabuelas llegaron a la zona cercana a Atuntaqui.
Los incas invadieron la región en torno al año 1400. En el siglo XVI los españoles llegaron a la región de Ibarra, donde encontraron el supuesto escondite del tesoro del inca Atahualpa. Allí Cristóbal de Troya fundó una aldea, a la que ―con el permiso del rey Felipe II de España― le puso el nombre de Villa de San Miguel de Ibarra.
La siguiente aldea fundada fue Otavalo, y luego fueron fundadas Cotacachi, San Miguel de Urcuquí, Pimampiro y Atuntaqui. A partir de entonces las poblaciones crecieron siempre siguiendo un entorno colonial hasta mediados del siglo XIX, cuando llegó la Revolución industrial al Ecuador.
En 1882 en la llegada de militares colombianos a la provincia invaden Tulcán anterior ciudad, se dio la batalla de Tulcán en el que arrestan al presidente García Moreno después liberado y todos los ecuatorianos capturados con un tratado de paz.

## Gobierno y política

### Política
La estructura política de Imbabura está conformada por el Gobierno Autónomo Descentralizado Provincial, denominado comúnmente como «Prefectura», la cual es una persona jurídica de derecho público que goza de autonomía política, administrativa y financiera, y ejerce las funciones ejecutivas, legislativas y de fiscalización dentro de la circunscripción territorial de la provincia. La sede de este gobierno seccional está en la ciudad de Ibarra, en calidad de capital provincial.
El gobierno provincial está conformada por un prefecto, un viceprefecto y el consejo provincial. El prefecto es la máxima autoridad y representante legal de la función ejecutiva dentro de la provincia y es elegido en binomio junto al viceprefecto por votación popular en las urnas. El consejo provincial es el órgano de legislación y fiscalización del gobierno provincial, y está integrado por el prefecto -quien lo preside con voto dirimente-, el viceprefecto, los alcaldes de los seis cantones imbabureños y representantes de los gobiernos de las parroquias rurales. En la actualidad el cargo de prefecto lo ejerce Richard Calderón, elegido para el periodo 2023 - 2027. 
Paralelo al Gobierno Autónomo Descentralizado Provincial de Imbabura, el poder ejecutivo del presidente de la República está representado en la provincia por el gobernador. El cargo de gobernador es ocupado por un individuo designado por el presidente de la República, y puede durar en sus funciones indefinidamente mientras así lo decida el primer mandatario del país. Actualmente, el gobernador de la provincia es Juan Sebastián Echeverría.

### División administrativa

Cantones de Imbabura.

Imbabura está dividido en seis cantones, que a su vez están conformados por parroquias urbanas y rurales. Cada uno de los cantones son administrados a través de una municipalidad y un consejo cantonal, los cuales son elegidos por la población de sus respectivos cantones. La responsabilidad de estos cantones es realizar el mantenimiento de carreteras, administrar los presupuestos del gobierno del estado para programas de asistencia social y económica, y administrar, infraestructuras tales como parques y sistemas de saneamiento básico.
|                                                                            | Cantón                | Población (2022) | Área (km²) | Cabecera cantonal | Población (2022) |
| -------------------------------------------------------------------------- | --------------------- | ---------------- | ---------- | ----------------- | ---------------- |
|                                                                            | Antonio Ante          | 53 771           | 81         | Atuntaqui         | 25 115           |
|                                                                            | Cotacachi             | 53 001           | 1726       | Cotacachi         | 10 526           |
| [[Archivo:\|class=notpageimage noviewer\|30px\|border\|Bandera de Ibarra]] | Ibarra                | 217 469          | 1093       | Ibarra            | 157 941          |
|                                                                            | Otavalo               | 114 303          | 500        | Otavalo           | 41 718           |
|                                                                            | Pimampiro             | 13 366           | 437        | Pimampiro         | 5848             |
|                                                                            | San Miguel de Urcuquí | 17 969           | 779        | Urcuquí           | 4480             |

## Demografía

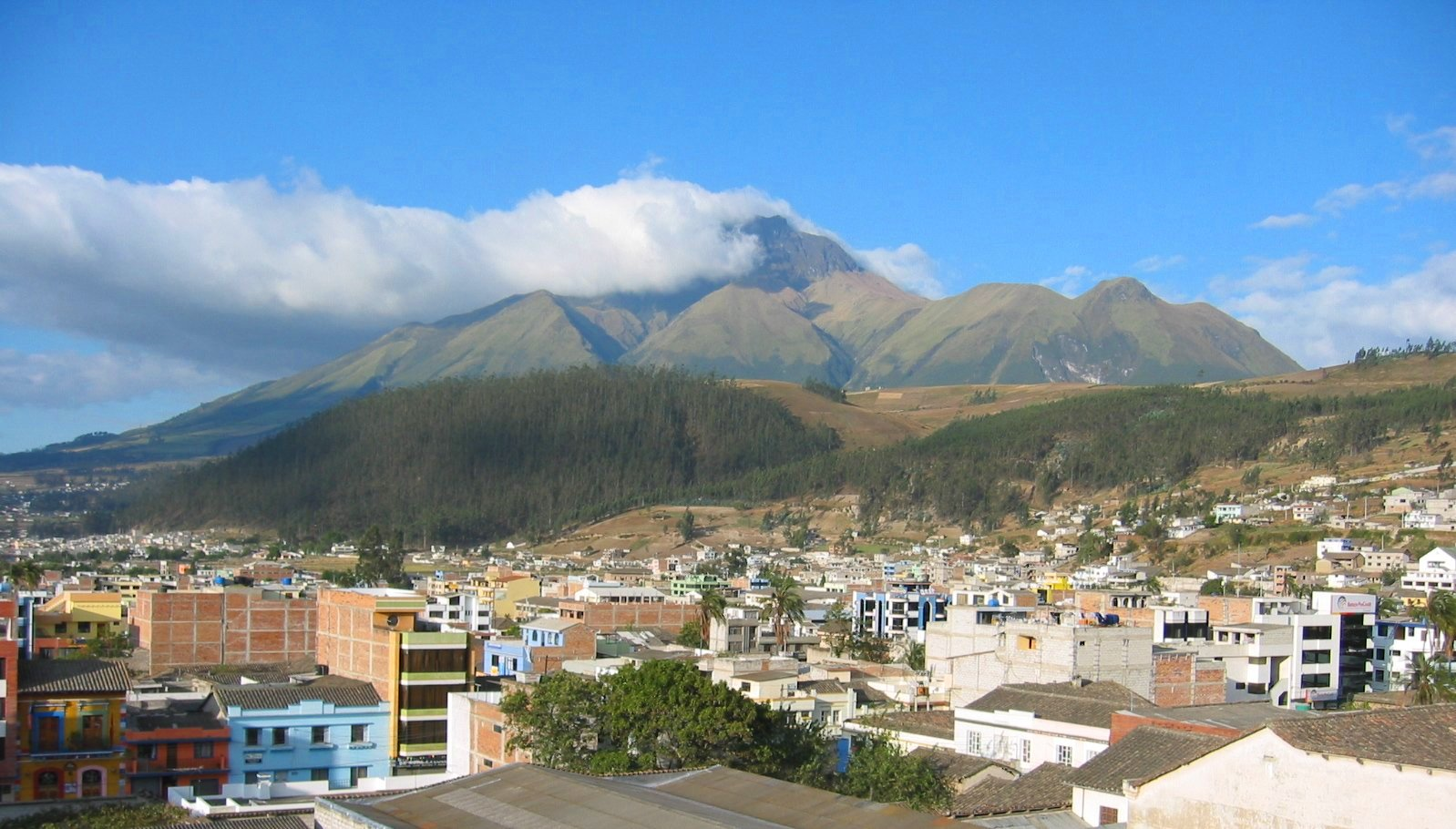
Otavalo, la segunda ciudad más grande el Imbabura, es un sitio turístico y de población mayoritariamente indígena.

Según el último censo del INEC, la población de Imbabura está compuesta por un 65,7% de mestizos, un 25,8% de indígenas, un 5,4% de afroecuatorianos, un 2,7%  de blancos y un 0,4% de otros grupos. Imbabura es la tercera provincia más envejecida del Ecuador tras Loja y Carchi, y por delante de Pichincha, con una edad promedio de 37 años y con un total del 45% de personas con más de 45 años; Imbabura tiene una baja tasa de natalidad (1,8%) de crecimiento anual, pero con gran flujo de inmigración que remplaza esa falta de nacimientos, así mismo Imbabura tiene una alta tasa de mortalidad que va en torno al 3,2% de los mayores de 80 años, cifra mayor a la de natalidad, siendo los problemas cardíaco-cerebrales y los problemas pulmonares los principales causantes de muertes.
La esperanza de vida en Imbabura está en 79,8 años para los hombres y 83,4 años para las mujeres; Ibarra es el cantón con más esperanza de vida de la provincia [81,8 años] y Otavalo tiene a la más baja [79,8 años].

### Características de la población
La población imbabureña varía en cuanto a costumbres y manera de ser se refiere, por ejemplo con liberales y tradicionales personas en Otavalo, con conservadores y bohemios en Ibarra e introvertidos y calmados en Cotacachi, las culturas varían y mientras en Ibarra las personas amantes del arte dibujan y pintan en el parque de La Merced o la plaza de Artes, inspirados en su bohemia cultura y los enamorados caminan a la vera de la Laguna, en Otavalo las personas bailan a ritmo de las comparzas andinas y disfrutan de un folclore rico en historia y tradición.

### Idioma
El idioma hablado por el 98% de los imbabureños es el español, cabe resaltar que en Otavalo y sus alrededores es muy común ver hablar a personas el quichua, pero por razones de discriminación en contra de las tradiciones indígenas, cada vez son menos los quichuahablantes, aun así un 1,2% de la población del cantón Otavalo solo habla quichua, en el resto de ciudades el quichua es totalmente desconocido.

## Turismo

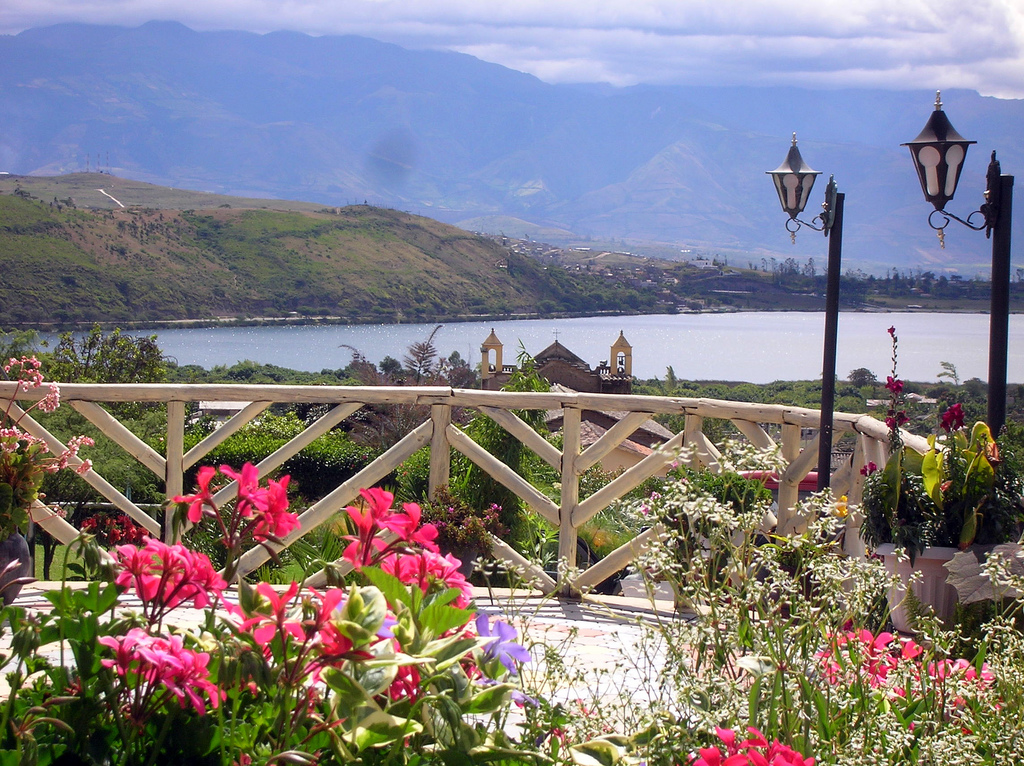
Vista de la orilla ajardinada de la laguna de Yahuarcocha.

Imbabura es conocida como la "Provincia de los Lagos" por la cantidad de lagos grandes que se encuentran dentro de la provincia, como son el lago San Pablo y las lagunas de Cuicocha, Yahuarcocha ("lago de sangre") y Puruhanta en Pimampiro, lagunas de Piñán, lagunas de Mojanda y Laguna Negra entre Sigsipamba y Monte. La capital de la provincia es Ibarra y las principales ciudades son Cotacachi, Otavalo, Atuntaqui, Pimampiro y Urcuqui.
Aparte de sus lagos, la provincia tiene muchos otros puntos de interés, por ejemplo los volcanes Imbabura y Cotacachi, cascadas PegucheTaxopamba, aguas termales Agua Savia, Nangulvi. La provincia también es conocida por sus contrastes poblacionales es así que la población está marcada por diferentes factores demográficos, además desde siempre ha sido núcleo de artesanías y cultura.
Algunos de los atractivos turísticos de la provincia de Imbabura son:

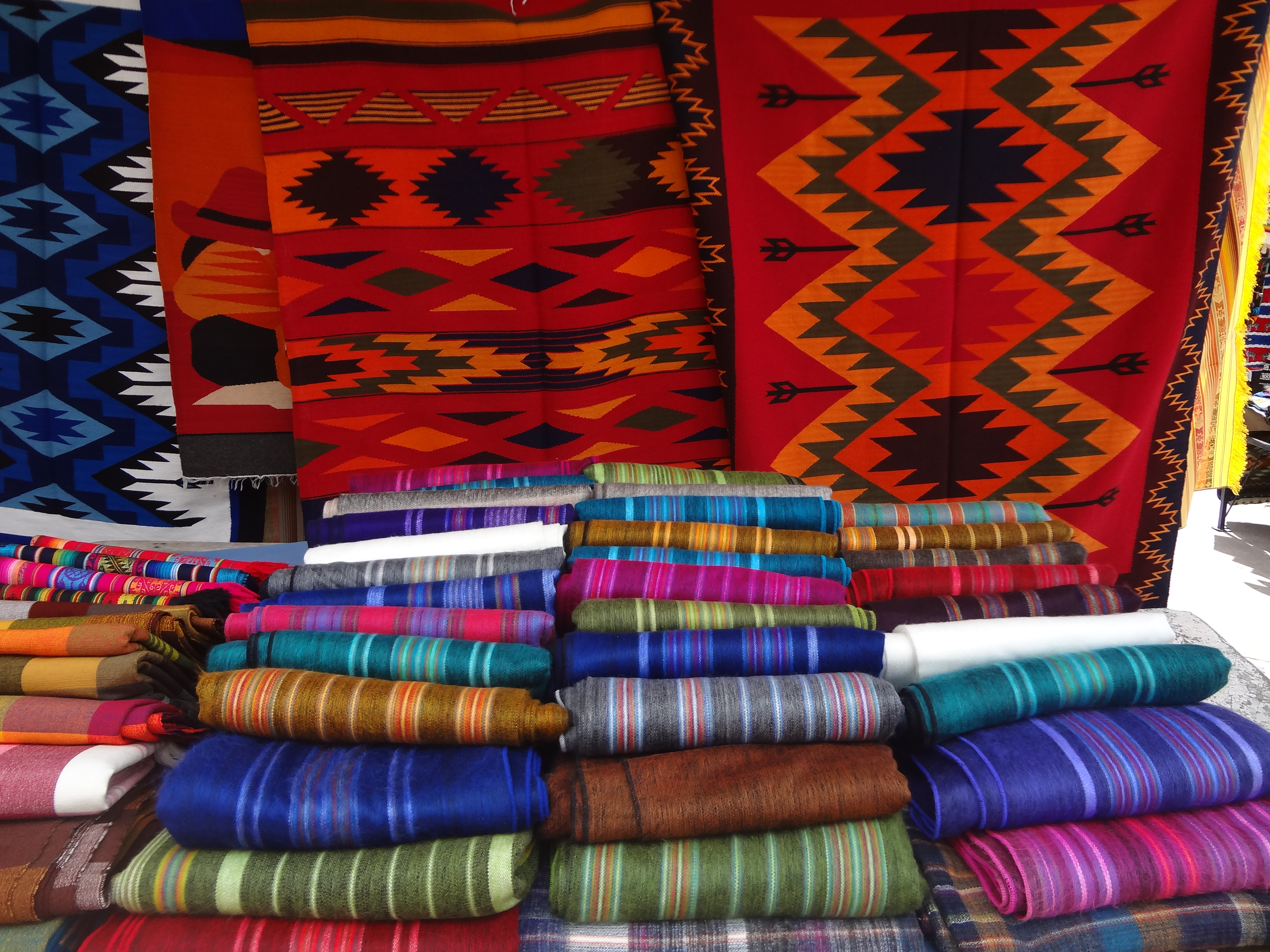
Plaza de los Ponchos de Otavalo.

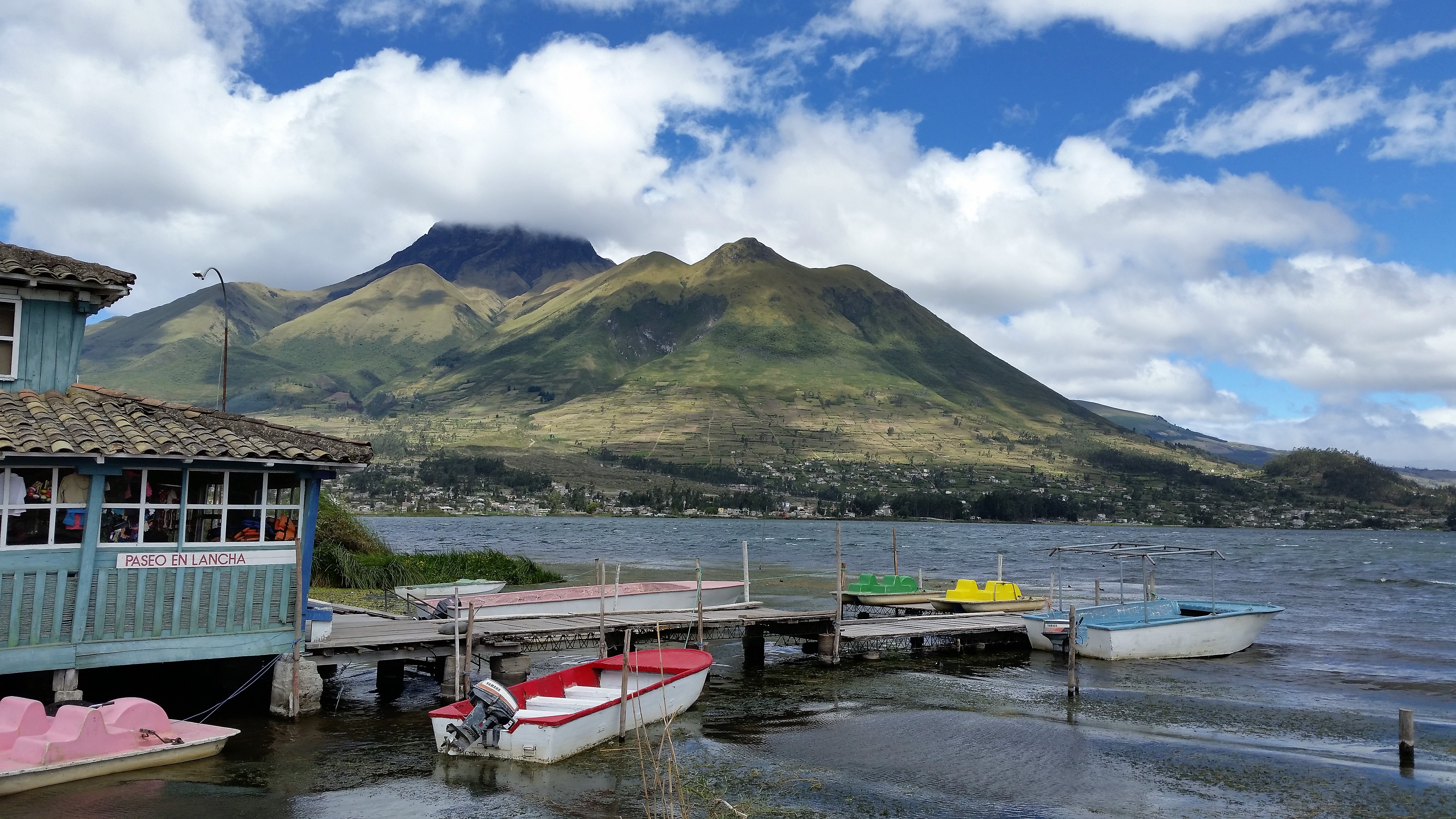
Muelle del lago San Pablo y el volcán Imbabura.

| Laguna de Yahuarcocha | Lago San Pablo                                                 | Expoferia Atuntaqui                                                                     | Laguna de Cuicocha                  | Balnearos termales de Chachimbiro                         | Laguna de Puruhanta                                                                |                             |                       |                        |                                     |                        |             |
| Todo el centro histórico de Ibarra                                                                                             | Lagunas de Mojanda                                             | Complejo Cultural Fábrica Imbabura                                                      | La parroquia de Quiroga (Cotacachi) | Yachay                                                    | Laguna Negra                                                                       | La Villa Española de Ibarra | La Cascada de Peguche | Comunidades Natabuelas | Reserva Ecológica Cotacachi Cayapas | Cañaberales de Urcuquí | Río Mataquí |
| La Colonia Portuguesa de Ibarra                                                                                                | La Feria de animales de Otavalo                                | Centro de Atuntaqui                                                                     | Balneario de Nangulví               | Reserva Ecológica Cotacachi Cayapas                       | Río Verde                                                                          |                             |                       |                        |                                     |                        |             |
| Plazas de Ibarra: - Plaza de La Candelaria - Plaza de La Merced - Plaza de Santo Domingo - Plaza de Trenes - Plaza de Caranqui | El parque Cóndor (asentado en la colina de Pucurá de Curiloma) | La parroquia de Imbaya                                                                  | Fiestas de la Jora                  | Laguna de Piñán                                           | Bosques: - Bosque medicinal Jambi Sacha - Bosque de los Alisos - Bosque de Matache |                             |                       |                        |                                     |                        |             |
| Castillos destruidos y ruinas hispanas Ibarra                                                                                  | Plaza de Ponchos                                               | Cañaberales de Antonio Ante                                                             | Artesanías de Cuero en Cotacachi    | Castillos destruidos y ruinas hispanas del Cantón Urcuquí | Terrazas del Cebadal                                                               |                             |                       |                        |                                     |                        |             |
| Yuracruz y Los Andes Ibarreños                                                                                                 | Muelle y parque acuático del lago San Pablo                    | Expoferia de verano                                                                     | Casa de las Culturas                | Comunidad de Piñán                                        | Cascada de Agua Clara de Tornillos                                                 |                             |                       |                        |                                     |                        |             |
| La Expometrópoli de Ibarra | Balnearo "Yanayacu"                                            | Fiesta popular de Inocentes                                                             | Plaza de la Interculturalidad       | Complejo turístico Chachimbiro                            | Vado de Molinoyacu                                                                 |                             |                       |                        |                                     |                        |             |
| Los Cañaverales de Ibarra | Balnearo "Las Lagartijas"                                      | Fiesta de Fin de Año                                                                    | Catedral La Dolorosa                | Complejo recreativo Timbu Yaku                            | Vertiente de Agua Ferruginosa                                                      |                             |                       |                        |                                     |                        |             |
| Montes Secos y Montes de la Dehesa Ibarreña                                                                                    | La Cascada de Taxopamba                                        | Carnaval                                                                                | Bosque Protector Los Cedros         | Vía Crucis de Urcuquí                                     | Ruta del Vértigo                                                                   |                             |                       |                        |                                     |                        |             |
| Hipódromo y Autódromo internacionales de Yaguarcocha                                                                           | Fiestas del Yamor                                              | Expoferia de Andrade Marín                                                              | Lagunas de Piñan                    | Moliendas de Cañas de azúcar                              | Santuario de la virgen de Shanshipamba                                             |                             |                       |                        |                                     |                        |             |
| Zona Urbana de La Previsora de Ibarra                                                                                          | Pawkar Raymi                                                   | Senderismo al cerro Imbabura                                                            | Inti Raymi                          | Parque Central de Urcuquí                                 | Camino del Inca                                                                    |                             |                       |                        |                                     |                        |             |
| Las dehesas y estepas de Ibarra                                                                                                | Cementerio Indígena                                            | Coches de Madera de San Roque                                                           | Carnes Coloradas                    | Iglesia Matriz                                            | Carnaval del Sol                                                                   |                             |                       |                        |                                     |                        |             |
| Parques de Artes, Religiosos de Ibarra                                                                                         | "Corazón del Imbabura"                                         | Inti Raymi                                                                              | Volcán Cotacachi                    |                                                           | Mirador El Campanario                                                              |                             |                       |                        |                                     |                        |             |
| Estación de Trenes de Ibarra: - Estación de Salinas - Estación de Ibarra - Estación de Lita - Estación de Zuleta               | Estación de Trenes de Otavalo                                  | Estación de Trenes de Antonio Ante: - Estación de Andrade Marín - Estación de San Roque | Valle de Intag                      |                                                           | Vertiente de Agua Ferruginosa.                                                     |                             |                       |                        |                                     |                        |             |
| Lita y sus comunidades | Inti Raymi                                                     | San Juanes y San Pedro                                                                  | Mirador Antenas                     |                                                           | Cascada Paccha                                                                     |                             |                       |                        |                                     |                        |             |
| El Tren de La Libertad: Ibarra-Salinas                                                                                         | Mirador "El Lechero"                                           | Cuyes de Chaltura                                                                       | Sisa Pakcha                         |                                                           |                                                                                    |                             |                       |                        |                                     |                        |             |
| El Valle del Chota | Yachaks de Ilumán                                              | Fritadas de Natabuela                                                                   | Bosque Carbonería                   |                                                           |                                                                                    |                             |                       |                        |                                     |                        |             |
| Ruinas Incas de Caranqui - Ibarra                                                                                              | Montaña Fuya Fuya                                              | Iglesia Matriz de Atuntaqui                                                             | Bosque Peribuela                    |                                                           |                                                                                    |                             |                       |                        |                                     |                        |             |
| San Antonio de Ibarra | Wantun Rumi                                                    | El pretil y parque central Antonio José de Sucre                                        | Loma Negra                          |                                                           |                                                                                    |                             |                       |                        |                                     |                        |             |
| El Museo de la Sal y Arte Negro de Salinas                                                                                     | Comunidades de Peguche                                         | Fritadas "Mama Miche" y "Amazonas"                                                      | Cascada Caballito                   |                                                           |                                                                                    |                             |                       |                        |                                     |                        |             |
| Castillo del Antiguo Cuartel                                                                                                   | Imbabura Ñan                                                   | Moliendas de Caña de azúcar                                                             | Parque Central                      |                                                           |                                                                                    |                             |                       |                        |                                     |                        |             |
| El Obelisco de Ibarra | Laguna San Marcos                                              | Comunidades de Chaltura, El Cercadito, Tierra Blanca, Los Ovalos                        | Iglesia Matriz                      |                                                           |                                                                                    |                             |                       |                        |                                     |                        |             |
| Ruta de Los Chapetones (Villa Victoriana de España)-Ibarra                                                                     | Tejidos de lana de oveja                                       | IV Ejército del Amazonas                                                                |                                     |                                                           |                                                                                    |                             |                       |                        |                                     |                        |             |
| Ruta Histórica del Retorno - Ibarra                                                                                            | Sombreros en Ilumán                                            | Volcán Imbabura                                                                         |                                     |                                                           |                                                                                    |                             |                       |                        |                                     |                        |             |
| Ruta de Los Campos - Ibarra - Zuleta                                                                                           | Pawkar Raymi                                                   | Caminata "Arrieros x Siempre"                                                           |                                     |                                                           |                                                                                    |                             |                       |                        |                                     |                        |             |
| Carnaval Coangue |                                                                | Bando Bando                                                                             |                                     |                                                           |                                                                                    |                             |                       |                        |                                     |                        |             |

### Fiestas populares

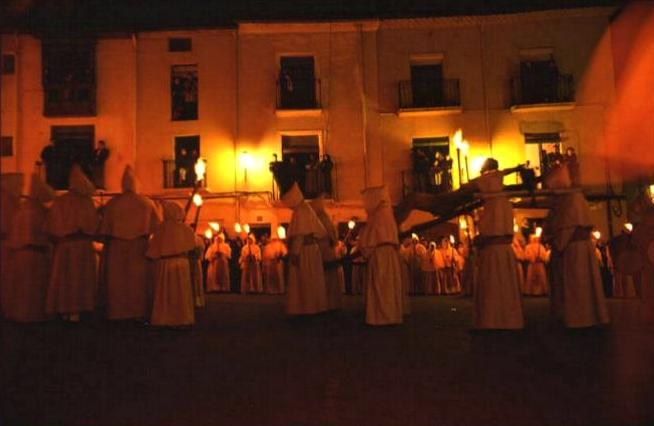
Semana Santa en Ibarra

- Fiestas de Año Viejo, en toda Imbabura
- Fiesta de San Luis, en Otavalo
- Fiesta de San Luis Obispo, en Otavalo
- Fiesta del Patrono Arcángel San Miguel, en Ibarra
- Fiesta del Yamor, en Otavalo
- Fiesta de La Candelaria, en Ibarra
- Fiesta del Santo Cachón, en San Antonio
- Fiestas de la Jora, en Cotacachi
- Fiestas del Inti Raymi, en Cotacachi
- Fiestas del año nuevo, en toda Imbabura (especialmente en Ibarra).
- Fiestas de la Virgen María Auxiliadora en Quiroga Cotacachi
- La Cacería del Zorro (Fiesta Brava), en Ibarra
- Fiestas en honor a la Virgen de La Merced, en Ibarra
- Fiestas del Retorno, en Ibarra
- Fiesta de La Cazuela y de La Rosalía, en Ibarra
- Fiestas de la Independencia, en Ibarra
- Fiestas de la Fundación, en Ibarra
- Inti Raymi, en Otavalo y Cotacachi
- Fiestas de Las Ferias Bravas en Ibarra y Otavalo
- Carnaval y Feria de La Moda, en Atuntaqui e Ibarra
- Fiestas Teodoristas, en Ibarra
- Día de los Inocentes y de los Santos Reyes, en Ibarra
- Fiestas del Retorno
- Fiestas del Señor del Amor en Caranqui

## Arquitectura

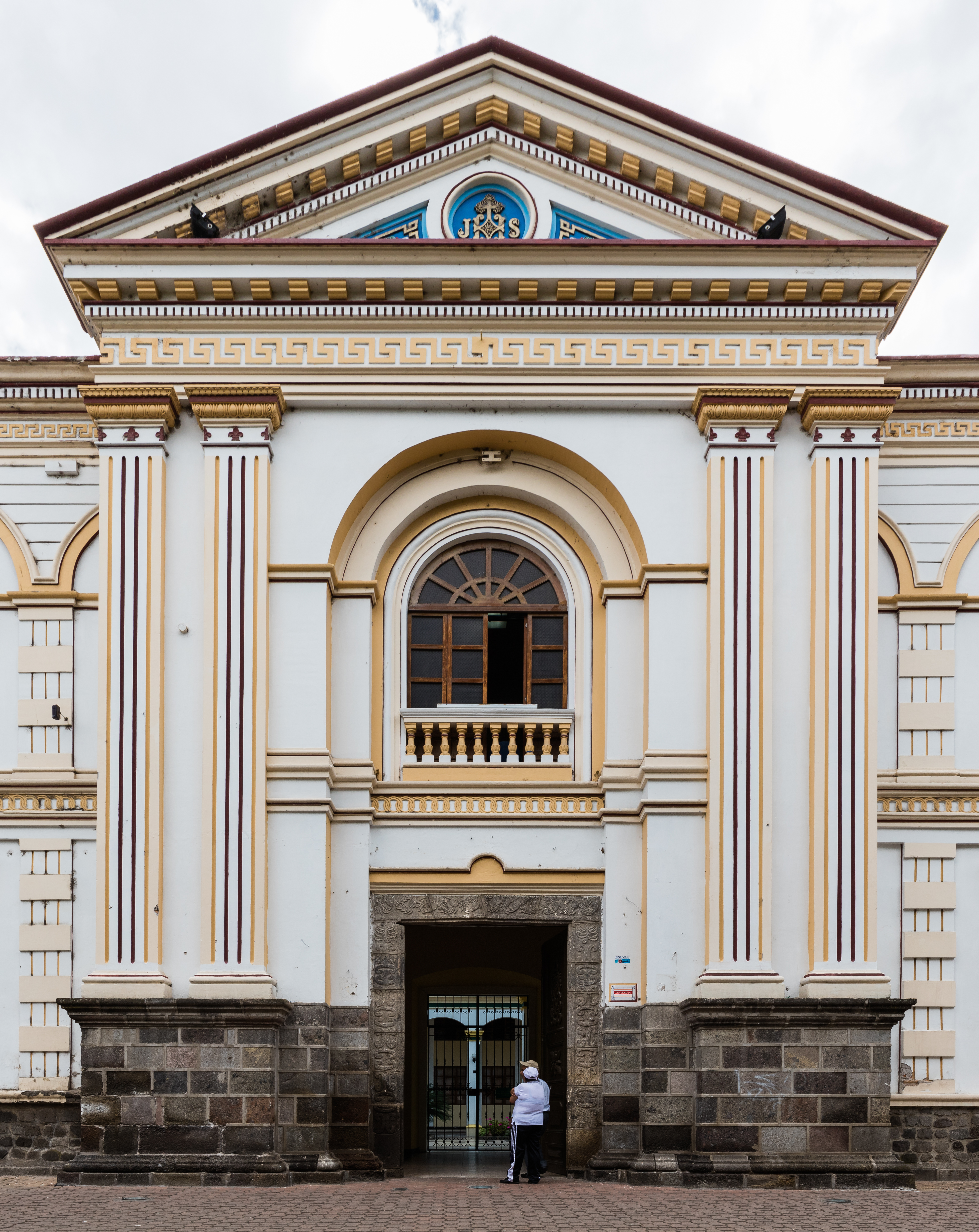
Curia diocesana de Ibarra

Las 6 ciudades de la provincia: Ibarra, Otavalo, Cotacachi, Pimampiro, Atuntaqui y Urcuquí siguen un trazado rectangular y en damero (ortogonal, como un tablero de ajedrez), típico de ciudades antiguamente villas españolas. Ibarra, la capital provincial, es llamada "Ciudad Blanca" por la fachada de sus casas y tejares.

### Comidas Típicas
Algunas platos que representan la cocina imbabureña son: 
- Las carnes coloradas de Cotacachi[8]
- Las empanadas de morocho de Ibarra[9]
- Las mazorcas asadas con queso de Ibarra
- Los cuyes de Chaltura[10] y Natabuela
- Helados de paila de Ibarra
- La chicha de jora en Cotacachi
- La chicha del Yamor en Otavalo
- La fritada de Atuntaqui
- La chicha de harina de trigo  y las tortillas de maíz de Atuntaqui
- El mote con chicharrón
- Los choclos con chicharrón de Ibarra
- El arrope de Mora y de Uvilla, en Ibarra
- Las nogadas y los panecillos de yuca, en Ibarra
- Pan de leche en Caranqui
- Helados de Crema en Caranqui
- Pescado en Yahuarcocha
- Locro y caldo de sangre de Ibarra
- El zancocho y los llapingachos de Ibarra
- Las Fritadas en Ibarra

### Lagos y lagunas

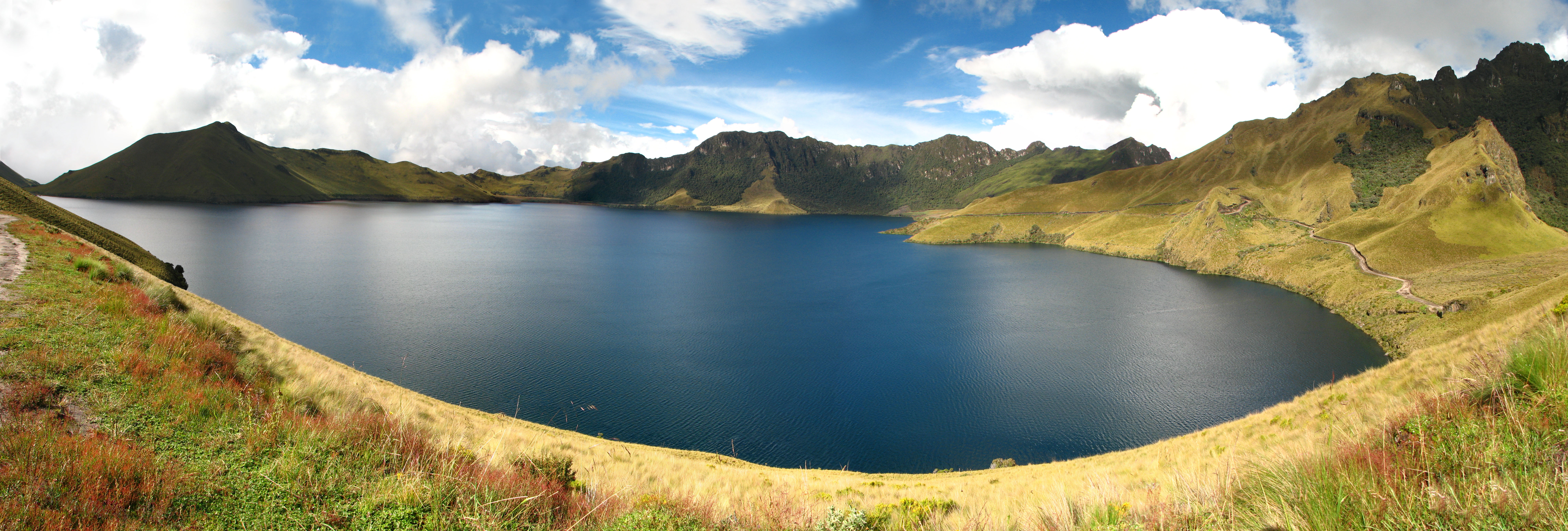
Lagunas de Mojanda.

Imbabura es llamada "la provincia de los lagos", por su gran cantidad de lagos y lagunas que adornan el silvestre y mediterráneo paisaje, el andino y boscoso clima y el tropical y caluroso ecosistema occidental, el más grande es Cuicocha, y el más pequeño es Laguna Negra, el más profundo Puruhanta, la más superficial Piñán; la más alta, cualquiera de las de Mojanda, siendo las más importantes a nivel turístico Yaguarcocha, Cuicocha y San Pablo, y va con innumerables lagos detallados a continuación:
- San Pablo (Otavalo)
- Puruhanta (Pimampiro)
- Cuicocha (Cotacachi)
- Mojanda (Otavalo)
  - Laguna Negra
  - Laguna Padre
  - Laguna Madre
- Yahuarcocha (Ibarra)
- Piñán (Cotacachi)
- Laguna Negra (Pimampiro)
- Laguna Goldá, en el volcán Imbabura (Ibarra)

## Autódromo

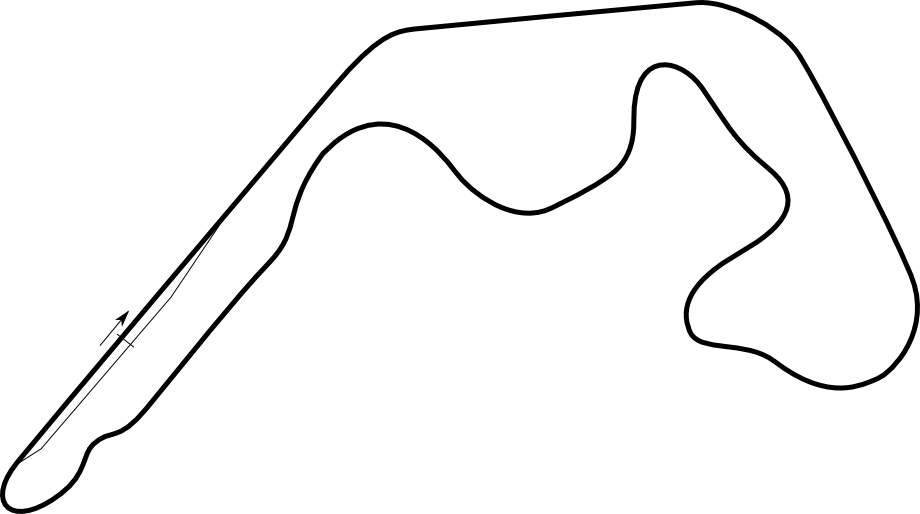
Autódromo de Yahuarcocha

El Autódromo Internacional de Yahuarcocha José Tobar Tobar está ubicado en las orillas del norte de la laguna de Yahuarcocha, es reconocido como el autódromo del Ecuador, el cual cuenta con 16 curvas, una plataforma para las reparaciones de los automóviles. y una tribuna para capacidad de más de 500 personas.

## Geoparque Mundial
La provincia de Imbabura fue declarada primer Geoparque Mundial de la Unesco en Ecuador el 30 de mayo de 2019 como Geoparque Mundial de la Unesco de Imbabura

## Vegetación

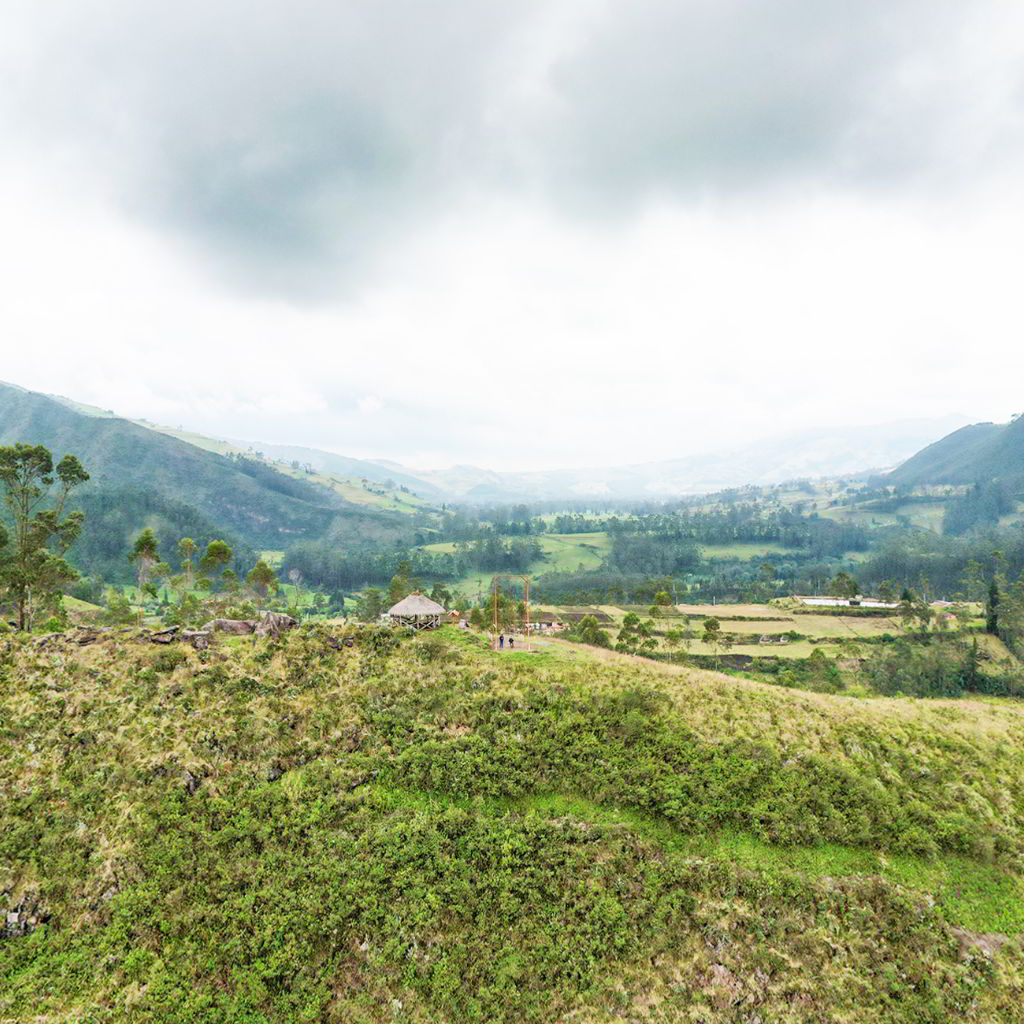
Vista de Angochagua con el típico paisaje de clima continental de tierras bajas

La vegetación en Imbabura es amplia, y se divide en 4 grupos especialmente: Bosque Mediterráneo, este se extiende por la parte más alta del Valle del Chota e incluye a Ibarra, la vegetación es suelta y dispersa, está compuesta principalmente por encinos, espinos, nogales, eucaliptos, pinos y álamos; Bosque de coníferas, este se esparce por las partes medias y más altas de las llanuras y praderas (se incluye a Otavalo y Cotacachi) va con pinos, sauces, ceibos, muelles, cholanes y palomarías; Estepa y Dehesa, se encuentra ubicado por todo el Valle del Chota y va con tunas, cactus, espinos y flores desérticas; Selva Tropical o Pluvisilva, va con muchas especies de secuoyas, palmeras, ceibas y laureles.

## Salud
En la provincia existen 7 hospitales, dos de ellos en Ibarra, los otros están ubicados en las cabeceras cantonales y más de 120 subcentros de salud.

## Educación
En Imbabura la tasa de alfabetización es del 99,7%.[cita requerida] Un 70% de los centros educativos se encuentran en Ibarra, que también alberga a 5 universidades.
- Universidad Técnica del Norte
- Pontificia Universidad Católica del Ecuador - Sede Ibarra
- Universidad Uniandes
- Universidad de Otavalo
- La Universidad de Investigación de Tecnología Experimental Yachay Tech

## Clima
El clima en Imbabura es variado va desde un seco y muy seco en la hoya del Chota, pasa por uno mediterráneo y templado seco en Ibarra, por un frío y de páramo en los Andes, un clima continentalizado húmedo en Otavalo y Cotacahi, hasta un templado subtropical húmedo de tierras altas en el oeste y noroeste de la provincia, así la temperatura promedio en Ibarra es de 21 grados, en Atuntaqui de 18 grados, en Otavalo de 13 grados, en Cotacachi de 11 grados y en Salinas de 25 grados, la Selva de Cayapas en el oeste es de 27 grados, las precipitaciones en la Hoya del Chota (incluida Ibarra) son de 340 a 670 mm anuales, mientras en la Selva de Cayapas e Intag es de 1200 a 3000 mm anuales por estar en la Biorregión del Chocó.
El clima anual se divide en 3 partes, la etapa seca que va desde junio hasta principios de septiembre, la época estival de principios de septiembre a mediados de febrero, y la húmeda de finales de febrero a mayo.

### Imbabura veraniega
Durante el verano equinoccial ―que suele durar seis meses y se hace sentir en la época seca del Ecuador― las lluvias no son muy frecuentes, y las heladas no se sienten en casi toda la estación. En esa época Imbabura alcanza temperaturas superiores a los 30 grados Celsius. En tres ocasiones ―las tres Olas de Calor del Ecuador― soportó temperaturas de más de 32 grados:
- 1 de septiembre del 2003 en Ibarra y Otavalo, con 35,4 grados Celsius
- 13 de agosto del 2005 en Ibarra, con 32,8 grados Celsius
- 18 de julio del 2008 en Ibarra, con 34,1 grados Celsius

### Imbabura invernal
Desde los últimos días de febrero, hasta los últimos días de mayo el invierno equinoccial se siente con fuertes lluvias y temperaturas muy bajas, en las cuales se han registrado 0 grados celsius en algunas ciudades, un hecho que mantiene encerrada en sus casas a la mayoría de imbabureños, la nieve en Quito fue un hecho que también tuvo trascendencia en Otavalo y otras partes del sur, las temperaturas más bajas que Imbabura registró fueron:
- 5 de enero del 2001 en Ibarra, Cotacachi y Otavalo, con –2 grados celsius
- 17 de febrero del 2002 en Ibarra, con –4 grados celsius
- 25 de diciembre del 2005 en Ibarra y Cotacachi, con 1 grado celsius
- 8 de febrero del 2007 en Ibarra y Urcuquí, con –1 grado celsius
- 21 de marzo del 2008 en Ibarra y Otavalo, con 1,7 grados celsius

### Imbabura Estival

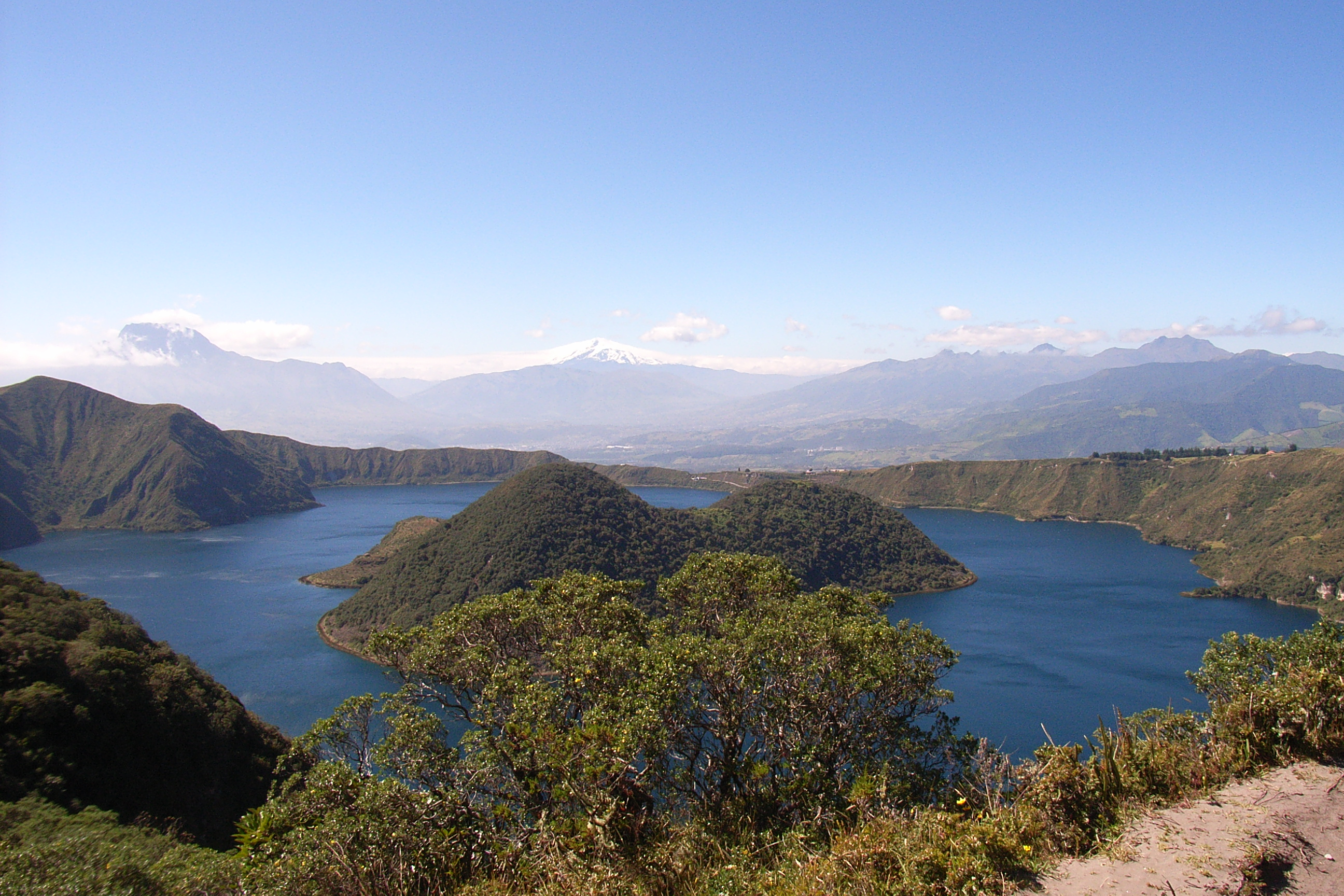
Lago Cuicocha en la Alta Imbabura

En Imbabura desde mediados de septiembre hasta mediados de febrero, se viven épocas estivales con temperaturas promedio entre 19 y 25 grados, que le dan un clima de campiña, muy templado y continentalizado, estas temperaturas hacen de esta época la ideal para la cosecha y la siembra, además los árboles durante esta época se vuelven marrones, atomatados y amarillentos, y con los vientos Alisios provenientes del norte, hacen un otoñal cambio que se muestra principalmente en Ibarra y sus alrededores y en Otavalo y Zuleta.
Cada ciudad imbabureña tiene un clima diferente, es así que esto también modifica el estilo de vida y el desarrollo de las mismas, así:
1. Ibarra: es una ciudad de clima mediterráneo seco de valle, donde la vegetación es principalmente, pinos, palmeras, hayas, cedros, cipreses, eucaliptos y espinos; la temperatura es templada con cerca de 19 °C promedio, es de baja humedad en su zona urbana, y ciertamente templada húmeda en sus alrededores cercanos al monte Imbabura, de humedad muy seca y desética hacia el norte (Laguna de Yaguarcocha), y de humedad media más seca que húmeda en la zona del Valle de Imbaya y la salida oriental de la ciudad, dadas tales características, Ibarra a progresado hasta ser una de las ciudades con mejor calidad de vida del país, donde sus habitantes tienen las tasas de esperanza de vida, PIB PPA y empleo más altas de la región.
2. Otavalo: es una ciudad de clima andino de tierras altas, donde la vegetación es exuberante, y lo componen principalmente árboles como cipreses, eucaliptos, casuarinas y pinos; la temperatura es templada fría con unos 10 °C promedio, es de humedad abundante, y de precipitaciones en grandes cantidades casi todo el año, Otavalo es una ciudad indígena que a progresado gracias al turismo, aunque no constituye un núcleo comercial, ni financiero, ni político, ni residencial para Imbabura.
3. Atuntaqui: es una ciudad muy cercana geográficamente a Ibarra, por lo que varía apenas un poco. El clima es cálido semiseco. Su vegetación es principalmente de pinos, olivos, eucaliptos, espinos y cipreses. La temperatura promedio es de 17 °C, es de una humedad básica y media, con brisas y vientos constantes provenientes de los Andes. Todo ello la hace ser un lugar ideal para la residencia. Es la capital textil y de la moda en Ecuador, ya que cientos de fábricas y tiendas se hallan en la zona comercial de la ciudad, que es la sede de casi todas las marcas nacionales de prestigio. Sus habitantes gozan de una calidad de vida alta.
4. Salinas: es una pequeña parroquia de cultura afro, poblada por gente negra, es de un clima muy seco, con pocas precipitaciones y humedad casi nula, con vientos y amplitud térmica elevada, es de una agradable dehesa climática, acondicionada a ser el sitio de los cañaverales más extensos del Ecuador; la zona goza de actividad comercial y agrícola, sin embargo la ciudad y sus habitantes promedian índices de pobreza elevados, una calidad de vida baja y poco desarrollo humano.
5. Pimampiro: es una campiñesca ciudad al oriente imbabureño, ubicada en lo más alto de la cordillera andina oriental, en un sector donde la vegetación es enorme y diversa, comprende desde eucaliptos, pinos, encinas, robles y ceibos, hasta cipreses, cedros, casuarinas, palmeras y espinos; es de un clima continentalizado húmedo templado, con lluvias frecuentes y una temperatura de entre los 10 °C y los 25 °C, es una ciudad más residencial y agrícola, poco industrializada, y sin mucho comercio, aun así sus habitantes tienen cierta calidad de vida.

## Símbolos

Bandera oficial de la provincia

Por decreto se declara en el artículo 1 como insignias oficiales de la provincia de Imbabura la bandera y el escudo:

### Bandera
La bandera se compone de tres franjas de color rojo, blanco y verde, de arriba hacia abajo, abrazados con una franja azul en forma de triángulo, cuyo vértice termine y coincida en la mitad de la franja blanca. :C

### Escudo
Se describe como: un escudo, síntesis de su espíritu y grandeza, compuesto por un blasón, cuyo marco o borde dorado representa la nobleza de la que él encierra; en la parte superior del Escudo está el cielo de Imbabura sobre el cual se destacan cuatro estrella representando los cuatro Cantones que integran la Provincia, en confraternidad perennes sobre el cielo se destaca el cerro Imbabura, cuya forma representa la elevación del pensamiento y en el cual sus hijos hallaron inspiración al pie del cerro un lago que reproduce los que adornan el paisaje Imbabureño; al pie del lago se destaca un piano blanco sobre el cual se asienta el cuerno de la abundancia del que se desprenden los productos agrícolas propios de la Provincia; a diestro y siniestro de los bordes se encuentran una palma de laurel y otro de olivo, simbolizando el triunfo y la paz de Imbabura; estas dos palmas están unidas por medio de una cinta azul que significará la unión en el triunfo y en la paz que ha observado la Provincia a través de su historia; coronando todo el conjunto un sol, significando la potencialidad creadora de los hijos de Imbabura; y sobre el sal una cinta en la cual se lee: “Provincia de Imbabura 1824″.

### Himno
Por decreto se declara en el artículo 2 el Himno Oficial de la Provincia de Imbabura:
La composición musical, obra de Luis Humberto Salgado, y coma letra del mismo la versificación del poeta ibarreño Rafael Larrea Andrade.
| Himno de la Provincia |
| Coro ¡Imbabura!, tus cielos azules y tus lagos de limpio cristal se hacen luz en tu claro horizonte, se hacen oro en tu rubio trigal I ¡Salve hermoso jirón de la Patria! ¡Esmeralda de inmerso valor! ¡Qué admirable y fecundo es tu suelo! ¡Y qué bellos tus campos en flor! ¡Tierra hidalga!, la luz de tu cielo baña de oro y riqueza tu faz, para hacerse canción en las palmas y tornarse en efluvios de paz. II De las ruinas, escombros, cenizas, en el que hado fatal te sumió, renaciste riente y lozana, como nadie jamás te soñó. Y hoy natura a tus pies se engalana, tus ciudades son fruto en sazón, y una pléyade activa y gallarda te ha ofrecido su amor y su acción. III Pero tu amplio camino de gloria tiene aún un final que alcanzar: es llegar con los labios sedientos tras el beso fecundo del mar. ¡Llegarás! que para eso tus hijos, juntos todos en férvida unión, lucharán hasta verte dichosa y hasta verte señora del mar. |
| --- |